# Telkom Indonesia
PT Telekomunikasi Indonesia, Tbk (NYSE: TLK), normalmente abreviada como Telkom Indonesia ou apenas Telkom, é uma empresa de telecomunicações da Indonésia.

## Satélites
| Satélite   | Fabricante                   | Data do lançamento      | Veículo de lançamento | Estado    | Nota                                                        |
| ---------- | ---------------------------- | ----------------------- | --------------------- | --------- | ----------------------------------------------------------- |
| Palapa A1  | Hughes                       | 8 de julho de 1976      | Delta 2914            | Inativo   |                                                             |
| Palapa A2  | Hughes                       | 10 de março de 1977     | Delta 2914            | Inativo   |                                                             |
| Palapa B1  | Hughes                       | 18 de junho de 1983     | Challenger            | Inativo   | Também conhecido por Palapa Pacific 1                       |
| Palapa B2  | Hughes                       | 3 de fevereiro de 1984  | Challenger            | Fracassou |                                                             |
| Palapa B2P | Hughes                       | 20 de março de 1987     | Delta 3920            | Inativo   | Ex-Palapa 3 e Agila 1                                       |
| Palapa B2R | Hughes                       | 13 de abril de 1990     | Delta-6925-8          | Inativo   | O mesmo foi adquirido pela NewSat e renomeado para NewSat 1 |
| Palapa B4  | Hughes                       | 14 de maio de 1992      | Delta-7925-8          | Inativo   |                                                             |
| Telkom 1   | Lockheed Martin              | 12 de agosto de 1999    | Ariane 42P            | Ativo     |                                                             |
| Telkom 2   | Orbital Sciences Corporation | 16 de novembro de 2005  | Ariane 5 ECA          | Ativo     |                                                             |
| Telkom 3   | ISS Reshetnev Alcatel Space  | 6 de agosto de 2012     | Proton-M/Briz-M       | Fracassou |                                                             |
| Telkom 3S  | Thales Alenia Space          | 14 de fevereiro de 2017 | Ariane 5 ECA          | Ativo     |                                                             |
| Telkom 4   | Space Systems/Loral          | 7 de agosto de 2018     | Falcon 9 v1.2         | Ativo     |                                                             |